# Manuel Fernández-Conde
Manuel Fernández-Conde García del Rebollar (Puertollano, Ciudad Real, 8 de septiembre de 1909-Córdoba, 3 de enero de 1970) fue un diplomático y obispo católico español. Ocupó el cargo de obispo de Córdoba entre 1959 y 1970.

## Biografía

### Primeros años y formación
Nació en Puertollano en 1909, aunque pasó su infancia en Puebla de la Calzada. En 1922 ingresa en el Seminario de Badajoz, donde cursa sus estudios de latín y humanidades. En 1927 fue enviado a continuar sus estudios en Roma, como colegial del Pontificio Colegio Español, llegando a obtener los doctorados en Filosofía y en Derecho canónico, y la licenciatura en Sagrada Teología en la Pontificia Universidad Gregoriana. Fue ordenado sacerdote el 17 de marzo de 1934.

### Vida sacerdotal
Cursó estudios diplomáticos en la Academia de Nobles Eclesiásticos (actual Pontificia Academia Eclesiástica) y en 1939 comenzó a trabajar en la Secretaría de Estado de la Santa Sede, donde permaneció veinte años. Al ser el único español que trabajaba allí era un conocido miembro de la comunidad española en Roma. En esos años coincidió en numerosas ocasiones con Josemaría Escrivá, José Orlandis y Salvador Canals. En 1952 fue nombrado prelado doméstico de Su Santidad. 

### Episcopado
El 2 de febrero de 1959 fue nombrado obispo de Córdoba, siendo consagrado obispo el 8 de marzo de 1959. En 1960 fue invitado por la Escuela Diplomática a impartir una serie de conferencias sobre diplomacia vaticana, que fueron recopiladas por el Ministerio de Asuntos Exteriores y publicadas en 1961.  
Asistió a todas las sesiones del Concilio Vaticano II. Fue miembro de la Comisión de para el apostolado de los laicos, la prensa y los espectáculos. Trabajó en la redacción de la encíclica Gaudium et Spes.
Falleció de forma repentina en Córdoba. Sus restos mortales descansan en la capilla de la Concepción de Salizanes o del Santísimo Sacramento de la Mezquita-Catedral de Córdoba.

## Obras

### Libros:
- El decreto tridentino sobre seminarios y su aplicación en España hasta el año 1723 (Madrid, 1948).
- España y los Seminarios tridentinos (Madrid, 1948).

### Cartas pastorales:
- El Papa (1959).
- La obra de vocaciones eclesiásticas (1961).
- La Obra Pontificia de la Propagación de la Fe (1961).
- Sacerdocio y Seminario (1962).
- La vocación misionera (1963).
- El seminario (1964).

## Sucesión
| Predecesor: Albino González Menéndez-Reigada | Obispo de Córdoba 8 de marzo de 1959-3 de enero de 1970 | Sucesor: José María Cirarda Lachiondo |

- Datos: Q63675644